# کونزلوه
کونزلوه (به ایتالیایی: Conselve) یک کومونه در ایتالیا است که در استان پادووا واقع شده‌است.

## خصوصیات
کونزلوه ۲۴٫۲ کیلومترمربع مساحت و ۱۰٬۴۸۶ نفر جمعیت دارد و ۷ متر بالاتر از سطح دریا واقع شده‌است.

## خواهرخوانده
شهر یاس‌برنی خواهرخواندهٔ کونزلوه هست.